# Voọc Cát Bà
Voọc Cát Bà (còn gọi là voọc đầu vàng, voọc thân đen đầu vàng Cát Bà) (tên khoa học: Trachypithecus poliocephalus và 1 phân loài poliocephalus) là động vật có vú thuộc bộ linh trưởng, phân bộ Haplorrhini, siêu họ Cercopithecoidea, họ Cercopithecidae, phân họ Colobinae, chi Trachypithecus, nhóm francoisi, là họ hàng gần với voọc đầu trắng ở Trung Quốc.

## Phân biệt
Có hai phân loài của voọc đầu trắng là poliocephalus và leucocephalus. Phân loài đầu tiên có lông trên đầu màu trắng vàng, là voọc Cát Bà, phân loài sau là voọc có lông đầu màu trắng thuần túy, sinh sống ở Trung Quốc. Voọc Cát Bà là loài linh trưởng rất quý hiếm chỉ có trong các cánh rừng nhiệt đới ẩm ướt của đảo Cát Bà, Hải Phòng với diện tích sinh sống nhỏ hơn 100 km² và có tên trong danh sách 25 loài động vật có nguy cơ tuyệt chủng cao nhất thế giới và có lẽ là dạng linh trưởng hiếm nhất ở châu Á.

### Lý do
Một số tài liệu vẫn gọi là voọc đầu trắng vì trước đây người ta chỉ biết loài voọc đầu trắng nói chung là Trachypithecus poliocephalus, sau này khi phát hiện ra voọc Cát Bà là phân loài của loài này, có đặc điểm và đặc tính không hoàn toàn giống với voọc đầu trắng Trung Quốc thì mới tách ra làm hai phân loài là poliocephalus và leucocephalus. Voọc đầu trắng cũng là loài đang gặp nguy hiểm, nhưng mức độ thấp hơn của voọc Cát Bà. Giống như mọi thành viên của nhóm loài Trachypithecus francoisi, phân loài này có tập tính sinh sống tập thể, kiếm ăn ban ngày trong các khu rừng đá vôi.

## Sinh sản trong bảo tồn
Ngày 2 tháng 6 năm 2003, tại Trung tâm cứu hộ linh trưởng thuộc Vườn Quốc gia Cúc Phương, lần đầu tiên trên thế giới một con voọc Cát Bà đã sinh được một voọc con khỏe mạnh. Cặp voọc bố mẹ được lực lượng kiểm lâm Cát Bà cứu thoát từ tay thợ săn năm 1998 và 2000 sau đó đưa về nuôi dưỡng tại Trung tâm cứu hộ linh trưởng. Hiện nay, số lượng loài này trong tự nhiên chỉ còn từ 50 đến 60 cá thể (nguồn IUCN)  và chúng đang phải đối mặt với việc mất môi trường sinh sống từ các mối đe doạ lớn nhất là: nạn săn bắt trộm, việc phá rừng làm đất trồng trọt và sự phát triển du lịch ồ ạt tại đảo Cát Bà.

## Sinh sản trong tự nhiên
Ngày 6/5/2024 , những bức hình về một 'gia đình' voọc đầu trắng tại Cát Bà (Hải Phòng) gây chú ý trên mạng xã hội. Những con voọc con có bộ lông màu vàng cam độc đáo, lạ mắt. 
Voọc con lông màu vàng cam và dần chuyển đen sau khoảng 2 tháng. 